# Mehmet Ali Ağca
Mehmet Ali Ağca (pronuncia IPA: [meˈmet aˈli aːˈʤa]; Hekimhan, 9 gennaio 1958) è un terrorista turco condannato per l'assassinio del giornalista Abdi İpekçi e per il tentato omicidio di papa Giovanni Paolo II.

## Prime attività terroristiche
Mehmet Ali Ağca è stato un militante nell'organizzazione terroristica di estrema destra denominata Lupi Grigi. Il 1º febbraio 1979 partecipò alla preparazione dell'attentato che costò la vita al giornalista turco Abdi İpekçi, direttore del quotidiano liberale Milliyet. Dopo essere stato condannato al carcere a vita, il 25 novembre 1979 riuscì a evadere dal carcere di massima sicurezza di Kartal Maltepe, in cui era detenuto. In seguito all'evasione partirono le sue prime minacce di attentato a papa Giovanni Paolo II.

## L'attentato a Giovanni Paolo II
Il 13 maggio 1981, pochi minuti dopo l'ingresso di Karol Wojtyła in piazza San Pietro per l'udienza generale, Ali Ağca sparò due colpi di pistola al papa. Fuggì subito dopo, raggiungendo il colonnato di piazza San Pietro, ma fu fermato da alcuni astanti. Urtando inavvertitamente con il braccio una suora, gli cadde in terra l'arma. Riprese la corsa, ma, ormai disarmato, fu definitivamente bloccato e arrestato.
Wojtyła fu presto soccorso, portato in ospedale e sottoposto a vari interventi chirurgici.

### Esiti giudiziari e contatti con il papa
Il 22 luglio 1981, dopo otto giorni di processo per direttissima, i giudici della corte d'assise condannarono Mehmet Ali Ağca all'ergastolo per tentato omicidio di capo di Stato estero. Ali Ağca rinunciò a presentare appello contro la sentenza di condanna, la cui motivazione esplicitava che l'attentato «non fu opera di un maniaco, ma venne preparato da un'organizzazione eversiva rimasta nell'ombra». La difesa aveva invece sostenuto che Ali Ağca aveva agito da solo, in preda a una schizofrenia paranoica, mossa dal desiderio di diventare un eroe del mondo musulmano.

Ağca durante un'udienza del processo condotto da Severino Santiapichi

Il 12 marzo 1982 il Consiglio nazionale di sicurezza turco emise una condanna a morte di Ali Ağca per l'uccisione del giornalista Abdi İpekçi. Una successiva amnistia commutò la pena in dieci anni di reclusione.
Nel 1982 Ali Ağca cambiò versione sull'attentato al papa e cominciò a parlare di una "pista bulgara" che avrebbe collegato l'attentato al KDS, il servizio segreto della Bulgaria. Venne anche individuato un presunto complice, Oral Çelik, che sarebbe intervenuto in caso di fallimento di Ali Ağca. Nel giugno del 1983 i presunti rapitori di Emanuela Orlandi e Mirella Gregori chiesero la scarcerazione di Ağca, una mossa secondo alcune ricostruzioni dettata dalla volontà di fare cambiare versione ad Ağca, cosa che Ağca effettivamente fece il 28 giugno 1983 nel cortile della questura di Roma.
Nel 1983 Giovanni Paolo II, due giorni dopo Natale, fece visita all'attentatore nel carcere di Rebibbia. I due parlarono da soli per 22 minuti e la loro conversazione è rimasta privata.
La sentenza del 29 marzo 1986 non avallò la tesi del complotto bulgaro, comunque sempre smentita dal capo di Stato bulgaro Todor Živkov.
Il 20 febbraio 1987 il Papa ricevette in udienza la madre e il fratello di Ali Ağca i quali gli chiesero di intercedere per la grazia. La buona condotta in carcere del terrorista turco diminuì ulteriormente la pena: infatti il 25 maggio 1989 il Tribunale di sorveglianza di Ancona gli concesse una riduzione di 720 giorni di reclusione; il 9 gennaio 1994 la riduzione fu di altri 405 giorni; il 18 dicembre 1995 di 180 giorni. Tali provvedimenti consentirono di abbreviare il termine di 26 anni di reclusione, scontati i quali un ergastolano, in base al diritto italiano, può chiedere la libertà condizionata.

## L'estradizione in Turchia
Ali Ağca, nel settembre del 1996, presentò nuovamente la domanda di grazia o, in subordine, l'espiazione della pena in Turchia.
Il 13 giugno 2000 il presidente della Repubblica Carlo Azeglio Ciampi concesse la grazia dopo che la Santa Sede si era dichiarata "non contraria" al provvedimento. In questo modo, il giorno successivo Ali Ağca fu estradato dall'Italia ed espulso verso la Turchia. Qui, nel carcere di massima sicurezza di Kartal, Ali Ağca aveva da scontare 3492 giorni, cioè il resto dei dieci anni di pena per l'assassinio del giornalista Abdi İpekçi, interrotta per la sua precedente evasione.

## Sviluppi recenti
Il 12 gennaio 2006 uscì dal carcere di Kartal a Istanbul. Per un breve periodo se ne persero le tracce, dal momento che non si presentò in questura come avrebbe dovuto, asserendo in seguito di aver voluto evitare la calca dei giornalisti. Dopo soli nove giorni di libertà la Corte suprema turca ordinò che Ali Ağca fosse nuovamente imprigionato per un errato computo nella diminuzione della pena. L'ordinanza di carcerazione fu eseguita il 20 gennaio 2006.
Ali Ağca è stato scarcerato il 18 gennaio 2010 dall'istituto di pena di Sincan, alla periferia di Ankara. All'atto della scarcerazione ha dichiarato di essere in realtà il Cristo, di voler riscrivere la Bibbia e ha preannunciato l'apocalisse.
Nel febbraio del medesimo anno ha incontrato Pietro Orlandi (fratello di Emanuela) dichiarando che la sorella, rapita nel 1983, sarebbe ancora viva. Lo stesso Ali Ağca si è impegnato a contattare i carcerieri di lei per provvedere alla sua liberazione. Alle parole non è seguito alcun fatto concreto.
Il 1º febbraio 2013 fu pubblicata la sua autobiografia Mi avevano promesso il Paradiso. La mia vita e la verità sull'attentato al Papa. Nel suo racconto, oltre a ripercorrere gli eventi del 13 maggio 1981, giorno dell'attentato a Giovanni Paolo II e il successivo incontro del 27 dicembre 1983 a Rebibbia, con lo stesso Wojtyła, Alì Ağca, che nel 2010 aveva accusato il cardinale Agostino Casaroli come mandante, indicava ora quale nuovo mandante dell'attacco terroristico l'ayatollah Khomeyni. Quest'ultimo - afferma - gli avrebbe ordinato, in turco: «Tu devi uccidere il Papa nel nome di Allah. Tu devi uccidere il portavoce del diavolo in terra, il vicario di Satana in questo mondo. Sia morte al capo degli ipocriti, alla guida degli infedeli. Sia morte a Giovanni Paolo II per mano tua... non dubitare mai, abbi fede, uccidi per lui... e poi togliti la vita affinché la tentazione del tradimento non offuschi il tuo gesto... il tuo martirio sarà ricompensato con il paradiso, con la gloria eterna nel regno di Allah». L'ayatollah pare non conoscesse se non sommariamente la lingua turca e sarebbe estremamente improbabile che un sunnita come Ağca prenda ordini da un alto esponente sciita, tanto da destare ben più del semplice sospetto che tutto ciò non sia sostanzialmente diverso da numerose altre fantasiose rivelazioni che, di volta in volta, il terrorista turco ha consegnato all'attenzione dei media internazionali.
Il 27 dicembre 2014, in occasione del trentunesimo anniversario del suo colloquio con il Papa nel carcere di Rebibbia, viaggiò in Italia per recarsi a visitare la tomba di Giovanni Paolo II, nelle Grotte Vaticane, dove depositò due mazzi di fiori. Poco dopo, le autorità italiane verificarono che il suo passaporto era irregolare oltreché la sua presenza inammissibile sul territorio di Schengen fino al 2016. Questo determinò l'applicazione del rimpatrio forzato da parte delle autorità, che imbarcarono Ağca per la Turchia il 29 dicembre 2014.
Nel dicembre 2022 avrebbe contattato la famiglia Orlandi a mezzo lettera sostenendo che Emanuela era presso una fantomatica istituzione religiosa gestita da suore, che il mandante del rapimento della stessa fosse proprio papa Giovanni Paolo II e altre dubbie rivelazioni riferite da Pietro Orlandi durante la trasmissione televisiva Atlantide di LA7.
Dopo la morte di Papa Francesco il 21 aprile 2025 ha dichiarato di voler partecipare al funerale del sommo Pontefice.